# Kirche von Ugerløse

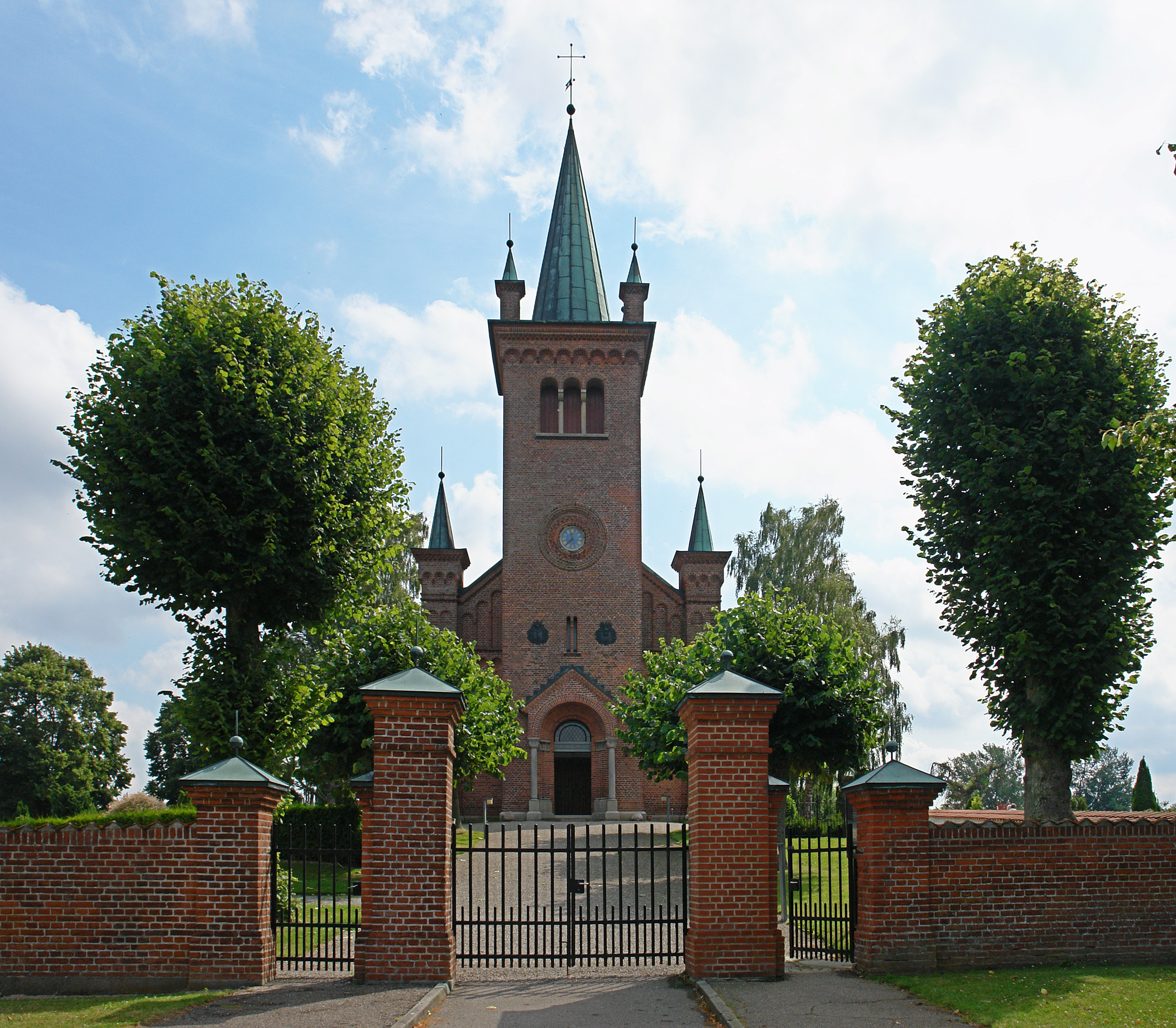
Kirche von Ugerløse

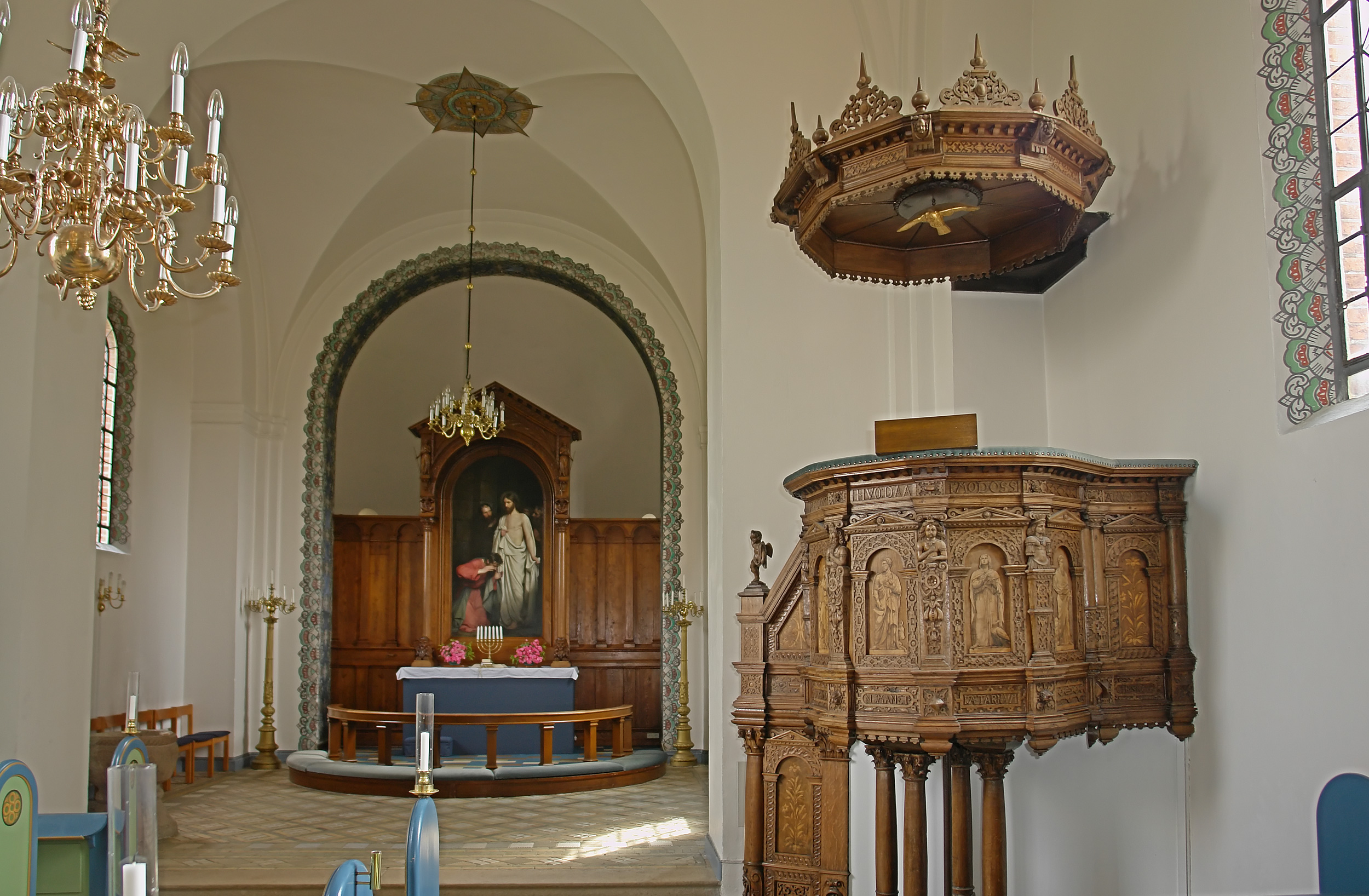
Altarbild (Carl Bloch, 1881) Kanzel (um 1600)

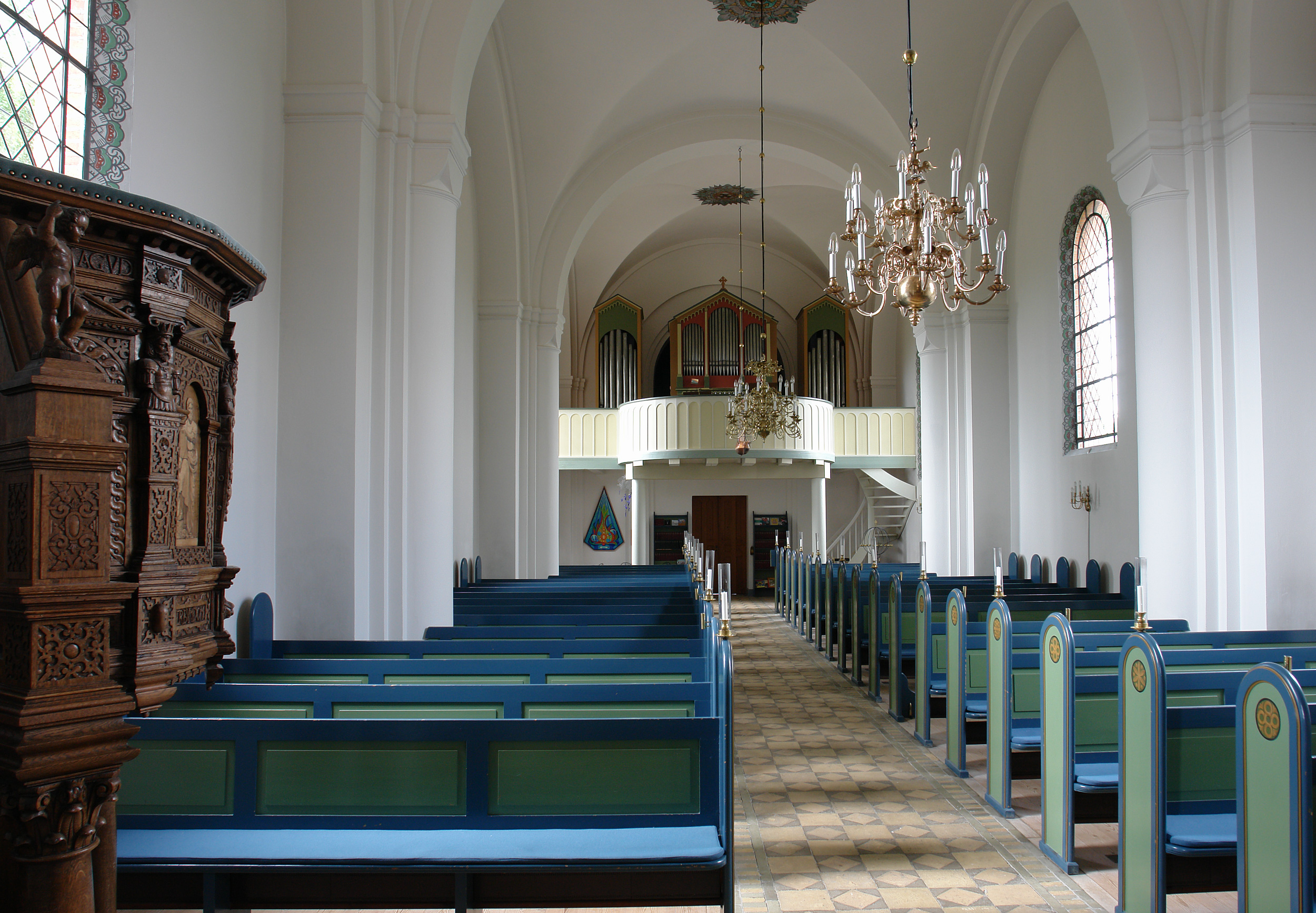
Busch-Orgel von 1884

Die evangelisch-lutherische Kirche von Ugerløse (dänisch Ugerløse Kirke) gehört zum Kirchspiel Ugerløse Sogn in der Mitte der dänischen Insel Seeland (dänisch Sjælland). Die Ortschaft Ugerløse liegt 23 km südlich von Holbæk und 19 km nördlich von Sorø.

## Kirchengebäude
Die heutige Kirche wurde 1875–1876 gebaut und am 26. November 1876 eingeweiht. Eine an gleicher Stelle stehende romanische Kirche von zirka 1150 wurde wegen Baufälligkeit aufgegeben. Der romanische Backsteinbau unterscheidet sich mit dem großen Turm, den beiden Seitentürmen und den vielen kleinen Turmaufsätzen von den üblichen Landkirchen auf Seeland. Ein kleinerer Chor mit runder Apsis schließt das Kirchenschiff im Osten ab. In der Kirche ist Platz für rund 275 Personen.

## Ausstattung
Das Altarbild mit dem Motiv des Ungläubigen Thomas malte Carl Bloch 1881. Es wurde 2010–2011 ausgeliehen für eine Ausstellung in Utah, USA. Bei der Sanierung 1910 wurde, zusammen mit der Ausmalung des Chorbogens, das Christusmonogramm IHS von Jens Møller-Jensen (1869–1948) an die Chordecke gemalt. Die Bemalung des Chorbogens wurde bei der Restaurierung der Kirche im Jahr 1991 für die Fensternischen kopiert.
Das spätgotische Triumphkreuz (um 1475) und das romanische Taufbecken aus Granit (1150–1200) mit dem verzierten Rand gehören zum ältesten Inventar aus der mittelalterlichen Kirche. Der Kronleuchter im Chor ist von ca. 1700, die anderen drei und die beiden bronzenen Kandelaber wurden im Jahr 1884 gespendet.
Ein Balken aus der alten Kirche mit der verblichenen Inschrift „Herren bevare din udgang og din indgang“ (Psalm 121,8) ist in die Wand im Vorraum eingelassen. Dort steht auch ein Opferstock, wahrscheinlich aus dem Jahr 1864. Im Turm hängen zwei Glocken, die große ist aus dem Jahre 1489 – die kleinere von 1676.
Die aus dem Jahr 1600 stammende Kanzel – mit einem Kanzelhimmel von 1876 – steht auf vier Säulen aus dem Altar der alten Kirche. Männliche und weibliche Hermen teilen den Korpus in fünf Felder mit Bildern von Evangelisten.
Die Orgel wurde von der Fa. A. H. Busch & Söhne (Kopenhagen) im Jahre 1884 gebaut und hatte ursprünglich acht Stimmen. Sie wurde 2008 renoviert und erweitert und verfügt nun über 21 Stimmen, zwei Manuale und Pedal und steht auf einer neuen Empore.

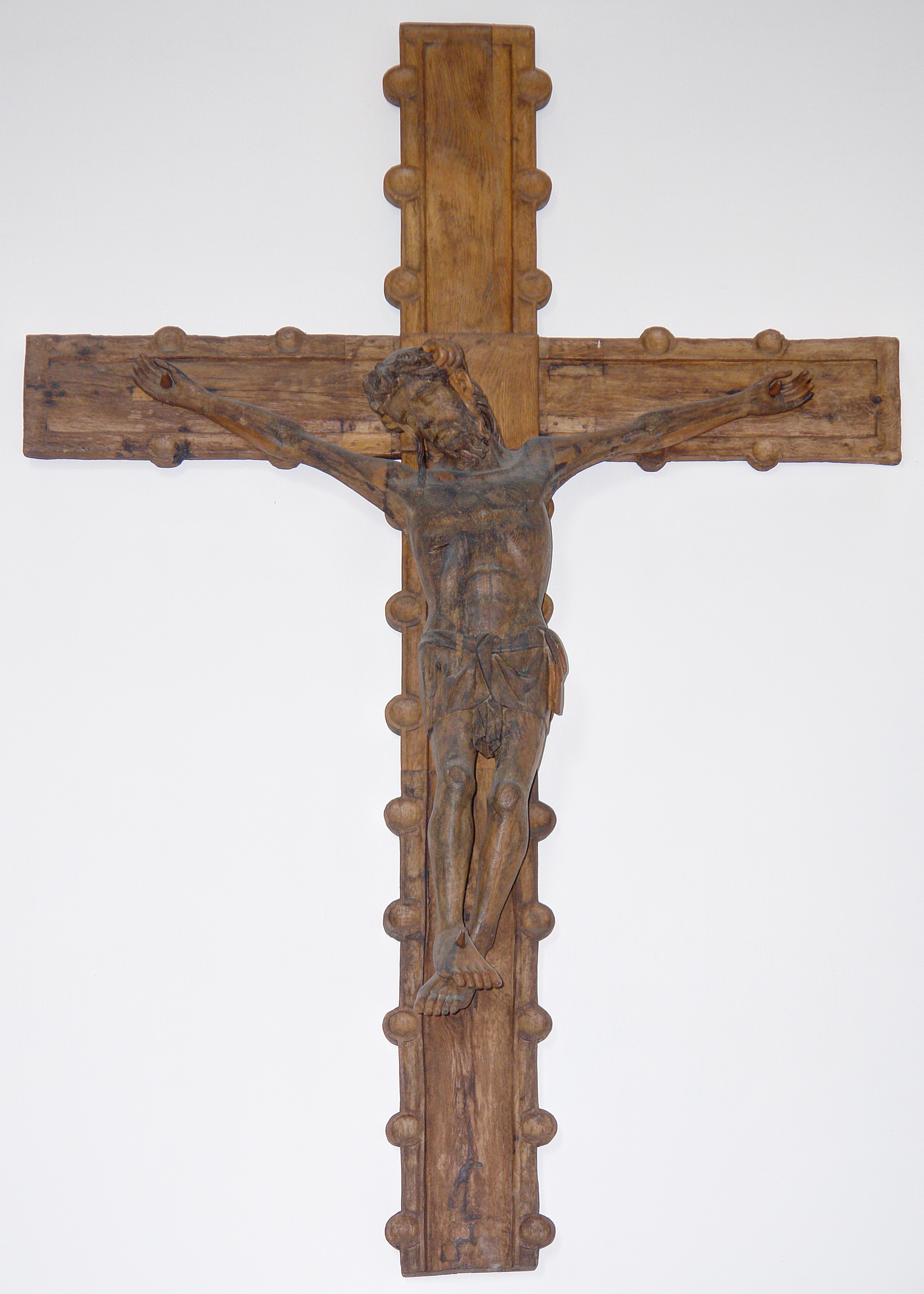
Triumphkreuz (um 1475)
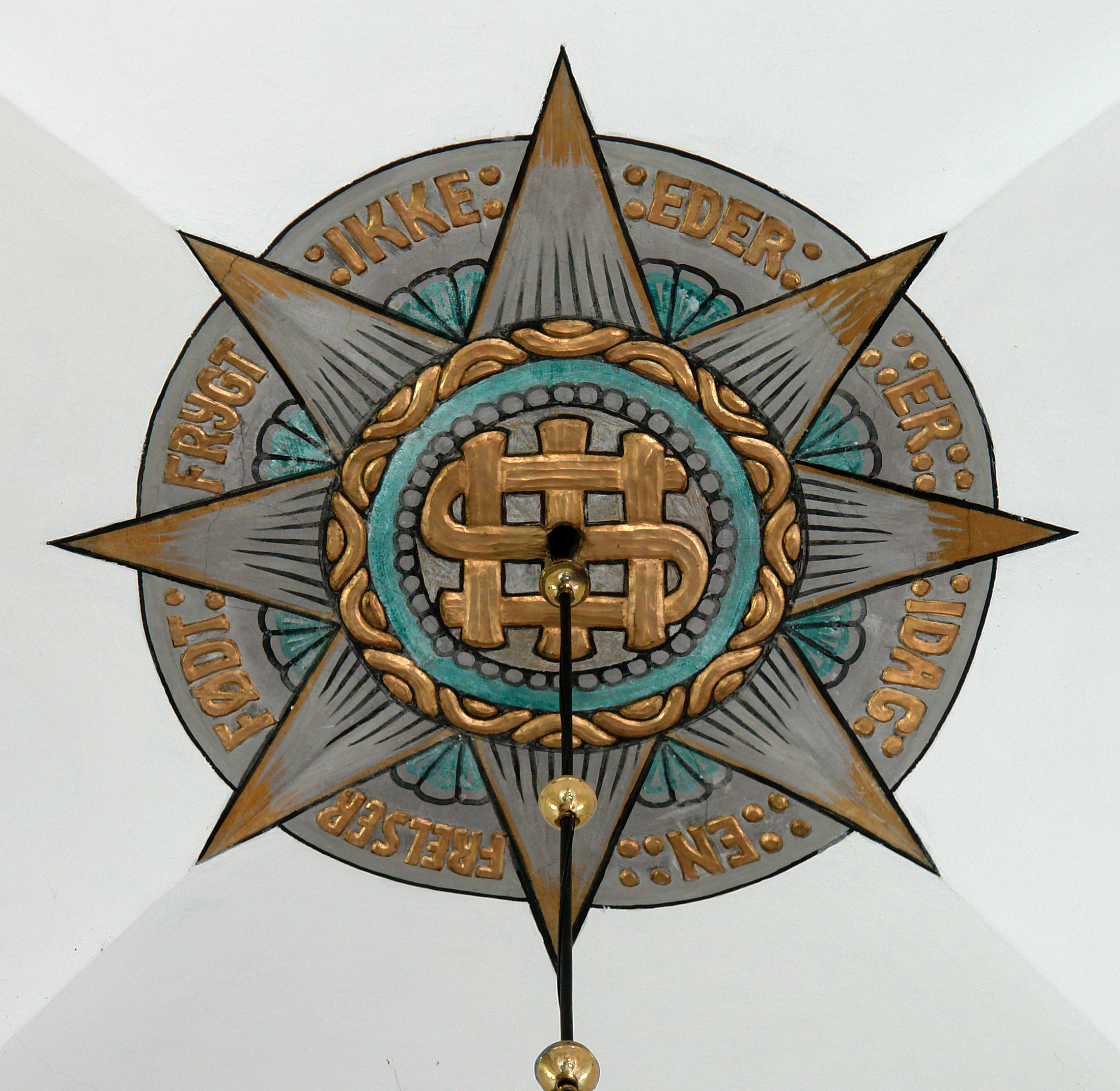
Christusmonogramm IHS
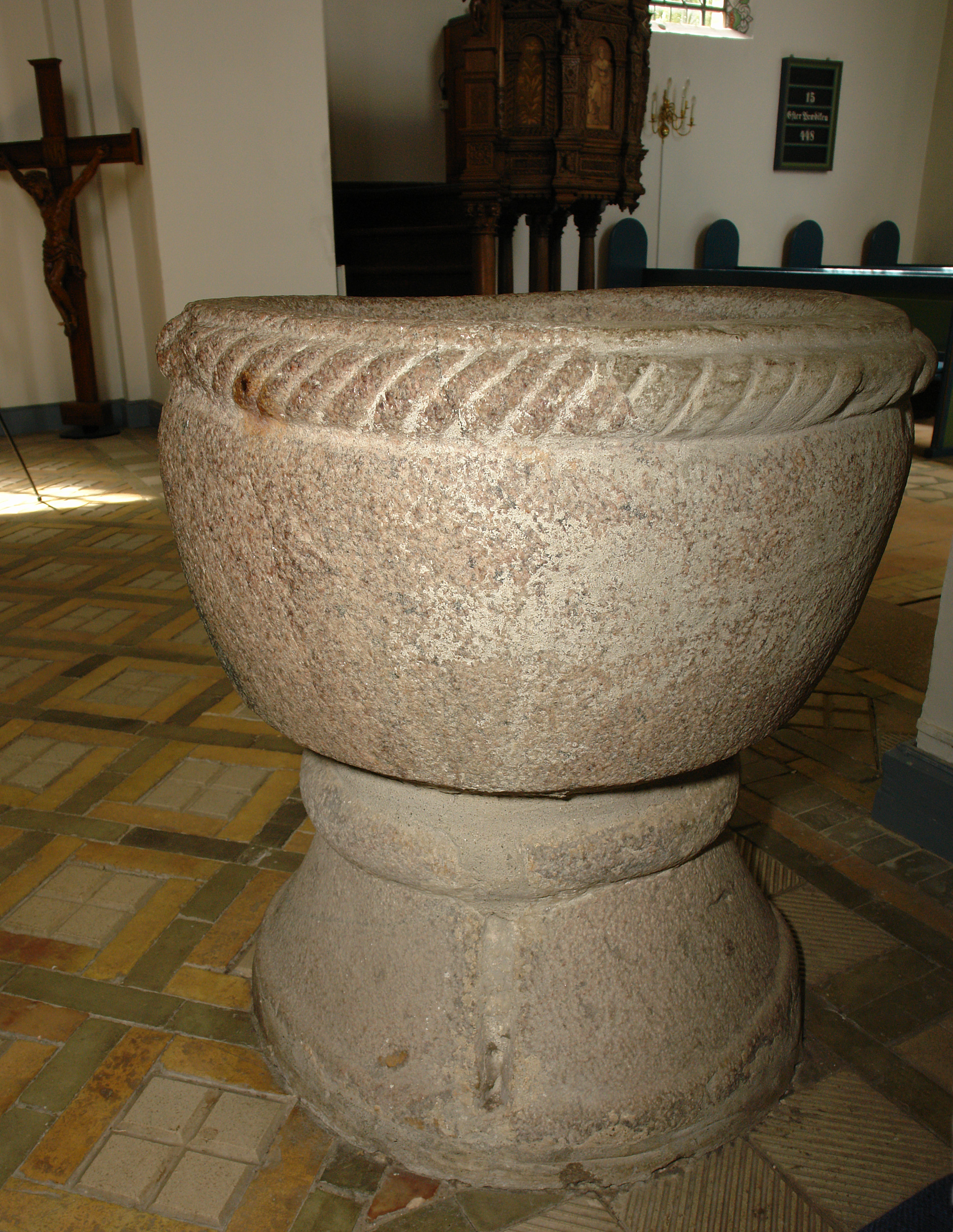
Romanisches Taufbecken
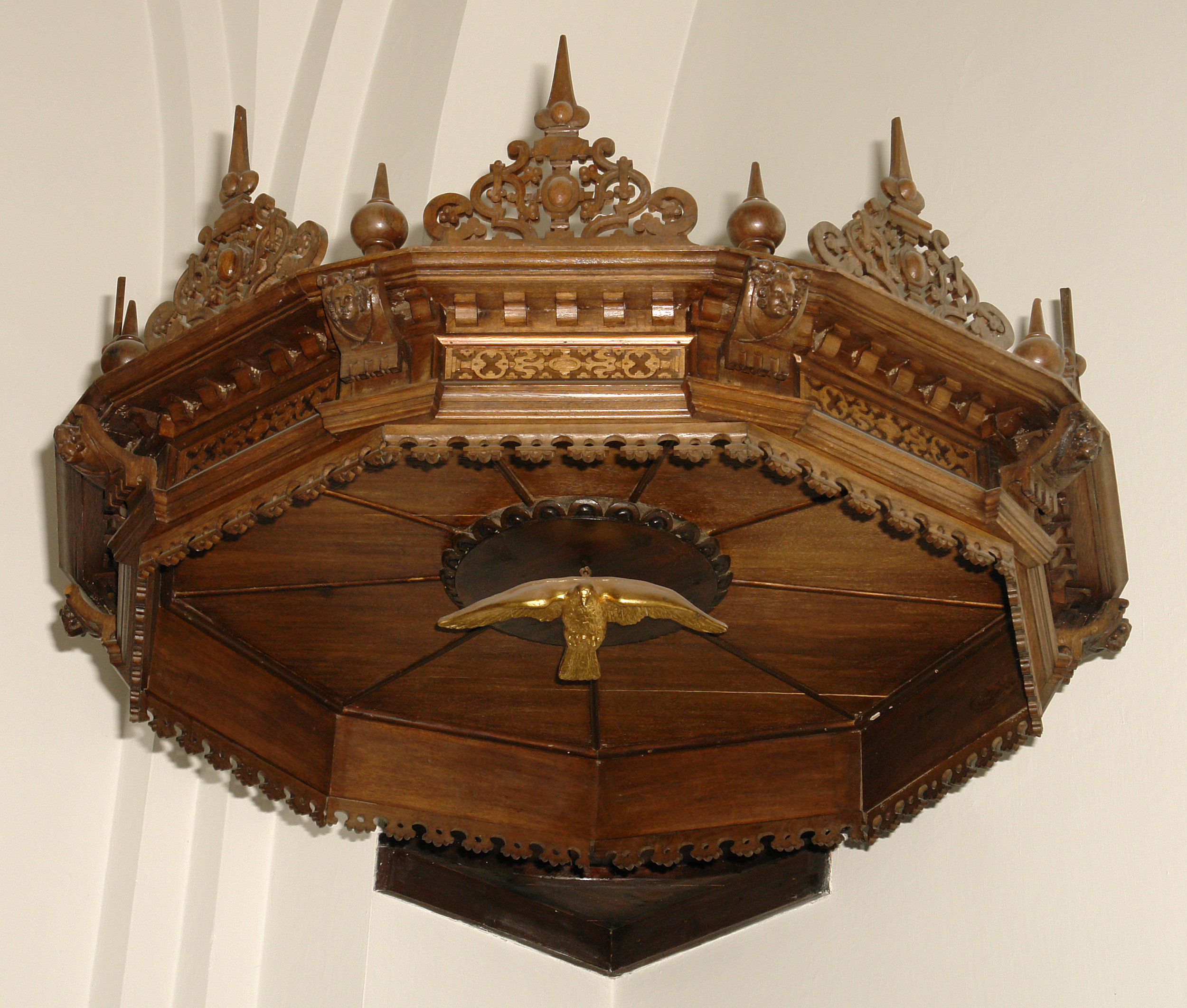
Kanzelhimmel (1876)
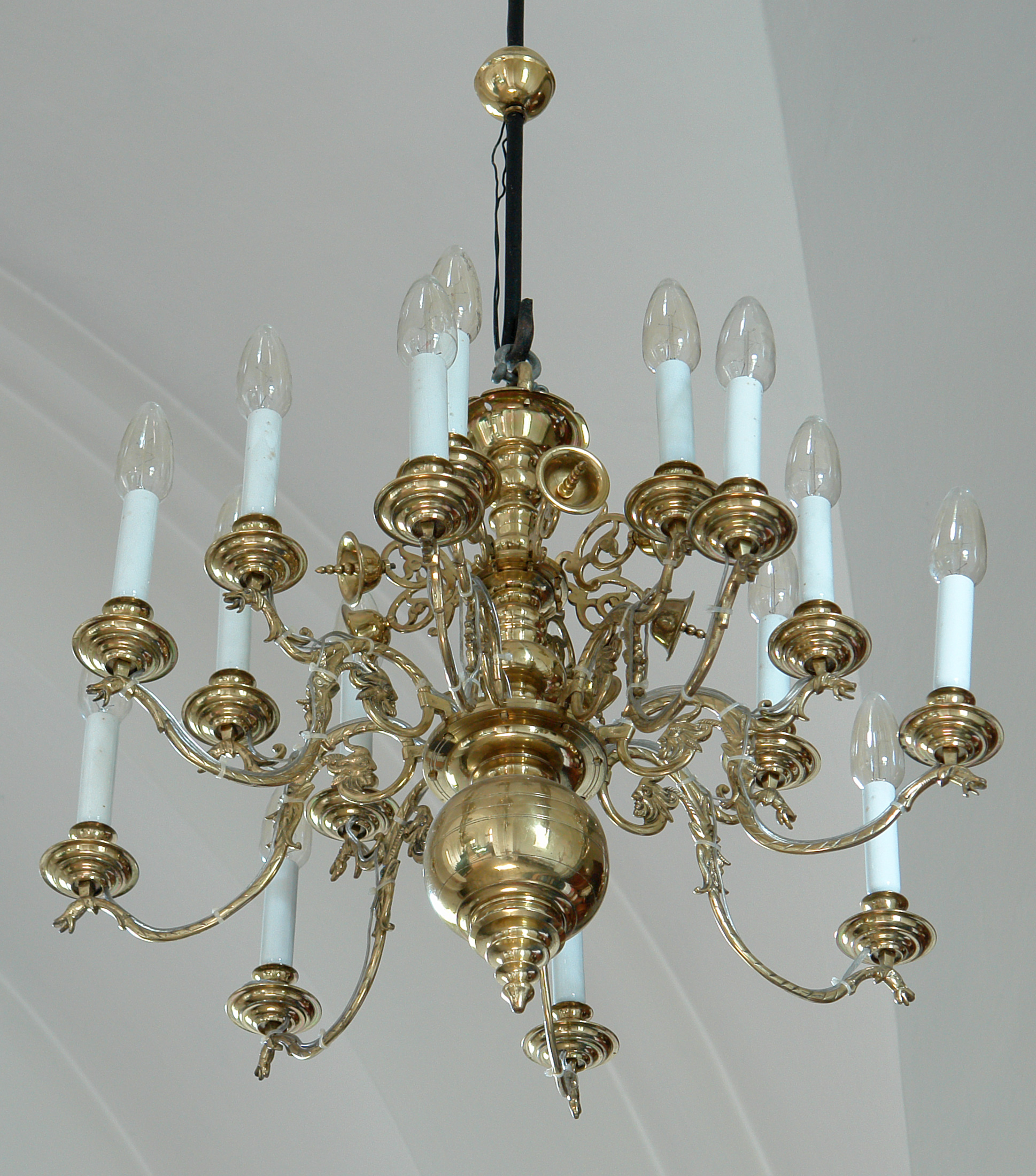
Kronleuchter (um 1700)